# ホエル・スクラビ
ホエル・スクラビ（Joel Sclavi、1994年6月25日 - ）は、トップ14スタッド・ロシュレに所属するラグビー選手。

## プロフィール
- アルゼンチン・マル・デル・プラタ出身[1]。
- ポジションはプロップ。
- 身長 188cm、体重 137kg
- アルゼンチン代表キャップは12（2024年3月現在）でラグビーワールドカップ2023のアルゼンチン代表に選ばれた[2]。

## 略歴
ポー、ソヨー・アングレームXVシャラント、ハグアレスを経て、2021年、ラ・ロシェルに加入。